# 大鳞舌鳎
大鳞舌鳎（学名：Cynoglossus macrolepidotus），又名巨鱗舌鰨，为舌鳎属的鱼类，俗名大鳞鞋底鱼、龙利、龙舌、牛舌等。分布于西达波斯湾、南达印度尼西亚及菲律宾以及海南岛、两广及台湾等处等，属于暖水性底层海鱼，棲息深度9-125公尺，本魚有眼睛的一邊全褐色，在鰓蓋上具有一個深色的小區塊，沒有眼睛的一邊白色，吻圓頭尖，背鰭軟條116-130枚、臀鰭軟條85-98枚，體長可達40公分，棲息在沙泥底質大陸棚底層水域，易會進入河川、河口，以底棲性無脊椎動物物為食，可做為食用魚。该物种的模式产地在东印度群岛。

## 扩展阅读
維基物種上的相關：大鳞舌鳎